# 方丹莱科托
方丹莱科托（法語：Fontaine-les-Coteaux，法語發音：[fɔ̃tɛn le kɔto]）是法国卢瓦-谢尔省的一个市镇，属于旺多姆区。 

## 地理
方丹莱科托（47°47'57"N, 0°49'43"E）面积22.11 平方千米，位于法国中央-卢瓦尔河谷大区卢瓦-谢尔省，该省份为法国中北部省份，北起厄尔-卢瓦省，东北接卢瓦雷省，东南接谢尔省，南至安德尔省，西南接安德尔-卢瓦尔省，西北接萨尔特省。
与方丹莱科托接壤的市镇（或旧市镇、城区）包括：塞莱、吕奈、卢瓦河畔蒙图瓦尔、布赖河畔萨维尼、特罗。
方丹莱科托的时区为UTC+01:00、UTC+02:00（夏令时）。

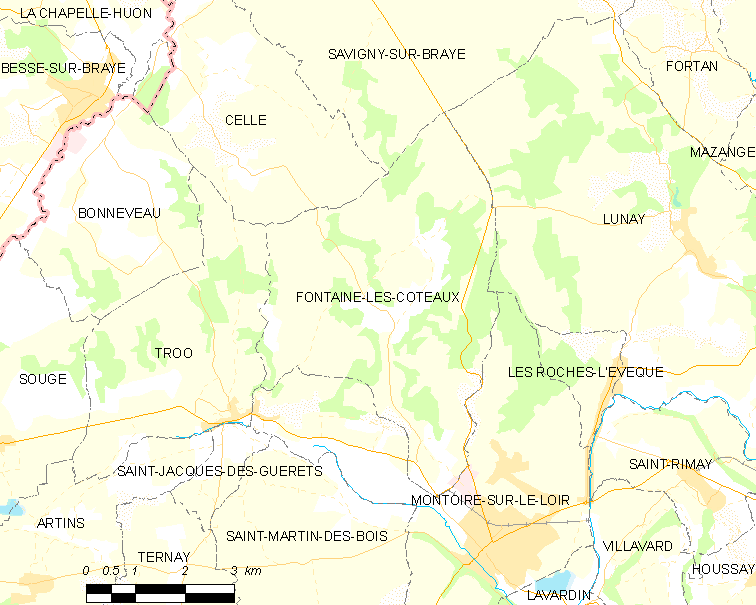
方丹莱科托的OSM定位图

## 行政
方丹莱科托的邮政编码为41800，INSEE市镇编码为41087。

## 政治
方丹莱科托所属的省级选区为佩尔什县。

## 人口

1962-2008年间方丹莱科托人口变化图示

方丹莱科托于2022年1月1日时的人口数量为326人。